# Пермь-36
Пермь−36 — неофициальное название советской исправительно-трудовой колонии строгого режима для осуждённых за «особо опасные государственные преступления» в деревне Кучино Чусовского городского округа Пермского края, которая в настоящее время превращена в музей — Мемориальный музей истории политических репрессий «Пермь-36».

## История

### Советский период

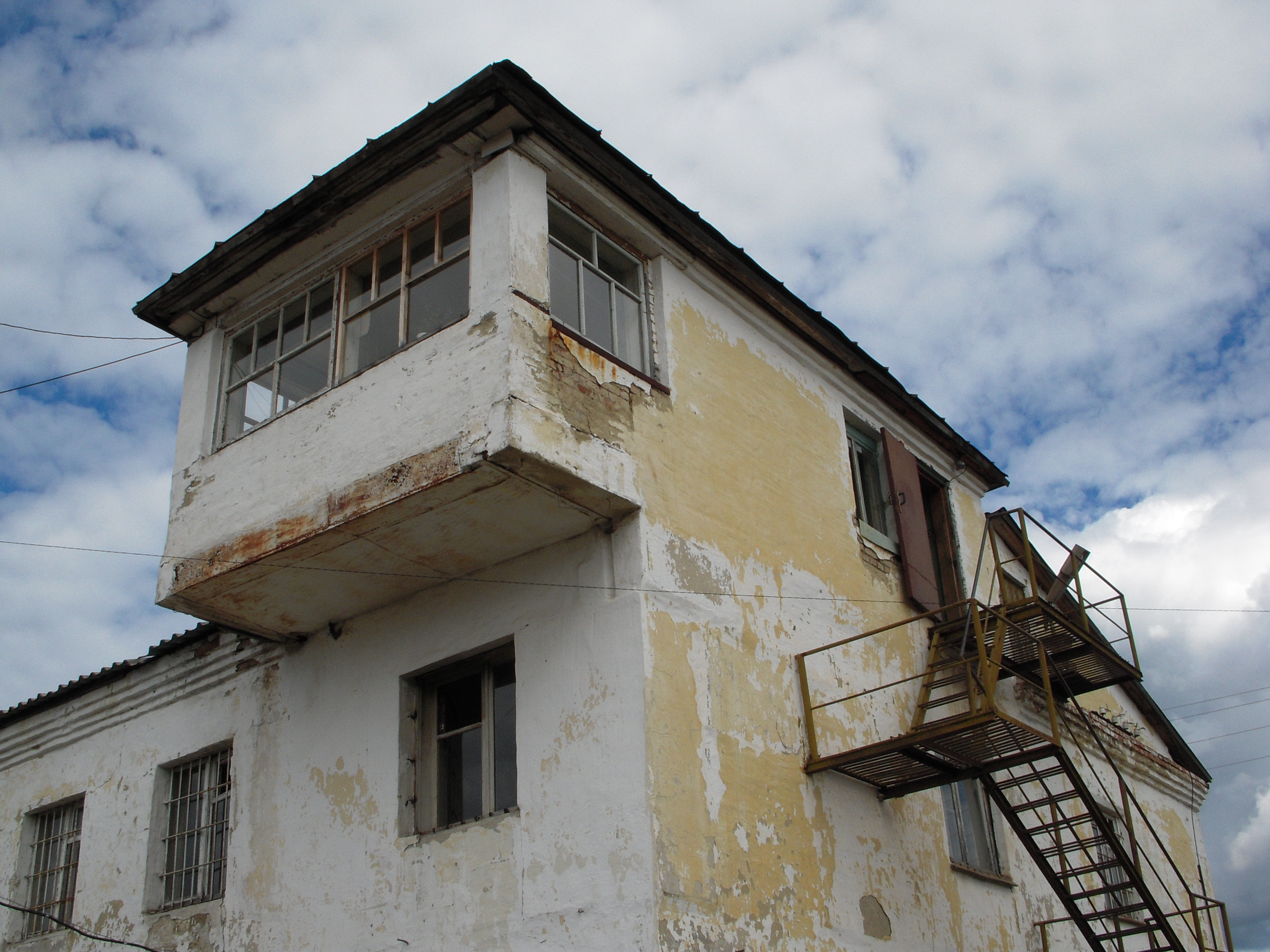
Административное здание штаба на участке строгого режима

Исправительно-трудовая колония № 6 (командировка Понышстроя) была создана в 1942 году на станции Селянка на реке Чусовой и несколько раз меняла местоположение. Колония переведена в деревню Кучино в 1946 году и сокращённо именовалась «ИТК-6». В ней содержались уголовные преступники, которые делились на две группы: «бытовики» (лица, осуждённые за бытовые преступления) и «указники» (лица, осуждённые по Указам Президиума Верховного Совета СССР за дисциплинарные правонарушения). Численность заключённых в тот период составляла около 250 человек. Осуждённые занимались лесозаготовкой (рубкой леса), переработкой леса и деревообработкой. После амнистии 1953 года их заняли другими работами.
В 1950-е —1960-е годы в колонию направляли бывших работников советских правоохранительных органов, судов и прокуратуры, осуждённых за уголовные преступления (около 300 человек). Поскольку многие из них отлично знали систему охраны мест заключения, то для исключения возможности побегов территорию обнесли дополнительными заборами. В этот же период в колонии была высажена берёзовая аллея. В июне 1972 года данный контингент был переведён в «красные зоны» в Нижний Тагил (УЩ-349/13) и Марийскую АССР, а колония УТ-389/6 была реорганизована в учреждение УТ-389/36 (позднее ему присвоили обозначение «ВС-389/36», которое использовалось при переписке с заключёнными), поэтому колонию стали называть «Пермь-36».
С июля 1972 года в колонию в условиях секретности начали направлять осуждённых за особо опасные государственные преступления, которых до этого содержали в колониях Мордовской АССР ЖХ-385/3, ЖХ-385/17, ЖХ-385/19. Её начальниками в «диссидентский» период (1972—1988) являлись: В. Ф. Котов, Г. И. Миков, Н. В. Хорьков, А. Г. Журавков, А. Г. Долматов.
На небольшом расстоянии друг от друга, в акватории Чусовой, располагались три исправительно-трудовые колонии: ВС-389/35 (ст. Всехсвятская, пос. Центральный), ВС-389/36 и ВС-389/37 (пос. Половинка), образовавшие т. н. «пермский треугольник», официально — Скальнинский отдел УИТУ УВД Пермского облисполкома. «Политические заключённые» содержались в каждой из них. Один из основателей музея «Пермь-36», историк Виктор Шмыров сообщал о составе заключённых в это время: «В нашем архиве есть копии учётных карточек заключённых всех трёх лагерей. Заключённые часто переводились из одного лагеря в другой. В целом, по трём лагерям, людей, которые обвинялись в участии в националистических движениях, их было около 18 %. Среди них были и русские националисты. Например, Игорь Огурцов, Леонид Бородин и т. д. У части из них, кроме обвинения в измене родине и участия в антисоветских организациях, были обвинения в терроризме. Это те, кто участвовал или поддерживал националистические подполья. Их было около 8 %».

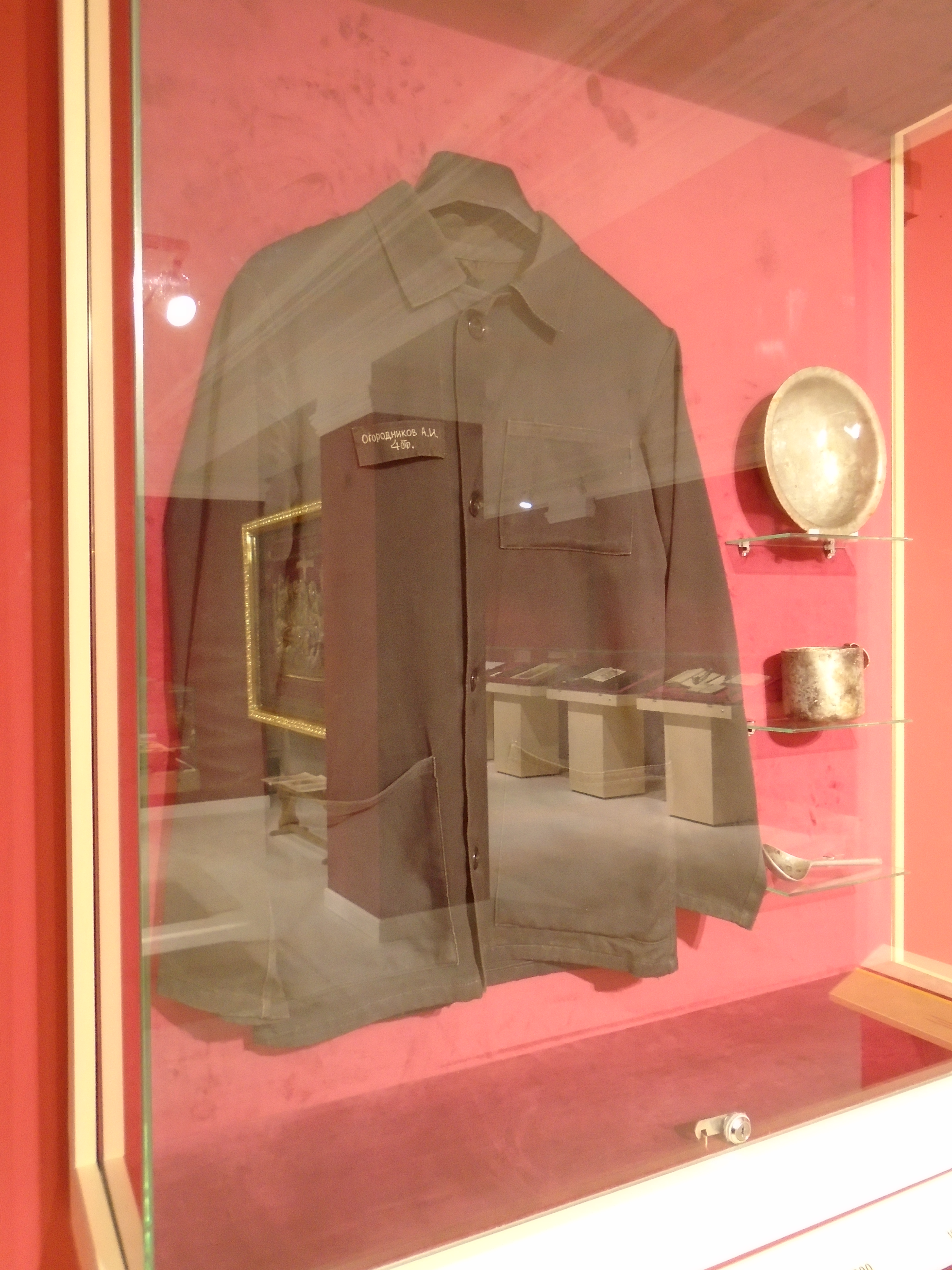
Куртка заключённого колонии «Пермь-36» А. И. Огородникова в Музее Казанской епархии

В колониях «Пермь-35», «Пермь-36» и «Пермь-37» отбывали заключение особо опасные государственные преступники, осуждённые по статье 58 Уголовного кодекса РСФСР 1926 года и аналогичным статьям уголовных кодексов республик СССР 1920—1950-х годов; статьям 1-10 Закона СССР «Об уголовной ответственности за государственные преступления» от 25 декабря 1958 года; статьям 64-73 Уголовного кодекса РСФСР 1960 года и аналогичным статьям уголовных кодексов республик СССР 1960—1980-х годов.
Новый большой этап заключённых строгого режима прибыл из Мордовии летом 1976 года. В колониях «пермского треугольника» содержались осуждённые по обвинению в «антисоветской агитации и пропаганде» диссиденты: Вардан Арутюнян, Гунар Астра, Иосиф Бегун, Николай Браун, Владимир Буковский, Лев Волохонский, Олег Воробьёв, Балис Гаяускас, Семён Глузман, Сергей Григорьянц, Егор Давыдов, Ростислав Евдокимов, Григорий Исаев, Сергей Ковалёв, Анатолий Корягин, Мераб Костава, Михаил Кукобака, Тийт Мадиссон, Михаил Макаренко, Андраник Маргарян, Анатолий Марченко, Вазиф Мейланов, Михаил Мейлах, Борис Миркин, Ашот Навасардян, Виктор Некипелов, Март Никлус, Герман Обухов, Юрий Орлов, Пятрас Плумпа, Викторас Пяткус, Михаил Садо, Валерий Сендеров, Феликс Серебров, Габриэль Суперфин, Яков Сусленский, Антанас Терляцкас, Лев Тимофеев, Борис Черных, Юрий Шиханович и другие политзаключённые, всего около 200 человек (в том числе ряд членов Украинской Хельсинкской группы, многие деятели украинского национального и правозащитного движения: Зиновий Антонюк, Олесь Бердник, Иван Гель, Микола Горбаль, Михаил Горынь, Игорь Калинец, Виталий Калиниченко, Иван Кандыба, Богдан Климчак, Иван Коваленко, Зиновий Красивский, Юрий Литвин (погиб в заключении), Левко Лукьяненко, Мирослав Маринович, Владимир Мармус, Микола Мармус, Валерий Марченко (погиб в заключении), Тарас Мельничук, Василь Овсиенко, Зорян Попадюк, Евгений Пронюк, Богдан Ребрик, Николай Руденко, Степан Сапеляк, Евгений Сверстюк, Иван Светличный, Александр Сергиенко, Иван Сокульский, Василь Стус (погиб в заключении), Алексей Тихий, Степан Хмара, Олесь Шевченко, Данило Шумук). Среди заключённых были не только правозащитники и активисты национальных организаций, но и религиозные деятели: Александр Огородников, Владимир Русак, Альфонсас Сваринскас, Глеб Якунин и др. Некоторые заключённые, например, Витольд Абанькин, Юрис Бумейстер, Валентин Зосимов, Натан Щаранский, были осуждены по статье «Измена Родине»; также несколько осуждённых являлись фигурантами ленинградского самолётного дела (Гилель Бутман, Марк Дымшиц, Иосиф Менделевич, Алексей Мурженко). Всего через колонии «пермского треугольника» прошли 985 осуждённых, в том числе 513 тот или иной срок находились в «Перми-36». В колонию регулярно приезжали партийные работники, лекторы общества «Знание», пропагандисты из республик Советского Союза, которые должны были проводить идеологическую работу с осуждёнными разных национальностей.
В январе 1980 года в бывшем здании лесоперерабатывающего цеха колонии был создан участок особого режима ВС-389/36-1 для «особо опасных рецидивистов». Первые 32 заключённых были перевезены туда из Сосновки (Мордовская АССР) 1 марта 1980 года. Они содержались в бараке с особым устройством в закрытых камерах в специальном отделении в нескольких сотнях метров от основного лагеря, занимались сборкой электроприборов, преимущественно для Лысьвенского турбогенераторного завода. До 9 декабря (по другим данным, 8 декабря) 1987 года через отделение особого режима колонии прошли 57 (по другим данным, 56) осуждённых, 8 из которых скончались в заключении.
Колония была закрыта в июне 1988 года; большинство заключённых освободились по помилованию, остальные переведены в «Пермь-35». Сооружения были переданы областному отделу социального обеспечения, и в бывшей колонии на несколько лет разместился психоневрологический интернат.

### Создание и развитие общественного музея
В начале 1990-х годов у пермской общественности появилась идея музея, посвященного репрессиям в истории страны. По данным В. С. Стафа, впервые идея создания музея в бывшем политическом лагере возникла у начальника Пермского областного УВД генерал-майора В. И. Фёдорова в 1991 году. Весной 1992 года Фёдоров обратился в общество «Мемориал» с предложением создать при колонии музей — тогда у него появилась бы возможность пускать в учреждение иностранных журналистов. К тому же в 1992 году пермский «Мемориал» решил провести конференцию с участием бывших политзаключённых и историков, приуроченную к двадцатилетию прибытия первых политзаключённых в Пермскую область. Конференция была проведена в колонии ВС 389/35 (ИТК-35), в её ходе бывший политзаключённый скульптор Рудольф Веденеев отлил мемориальную доску и создал в двух комнатах ИТК-35 небольшую музейную экспозицию.

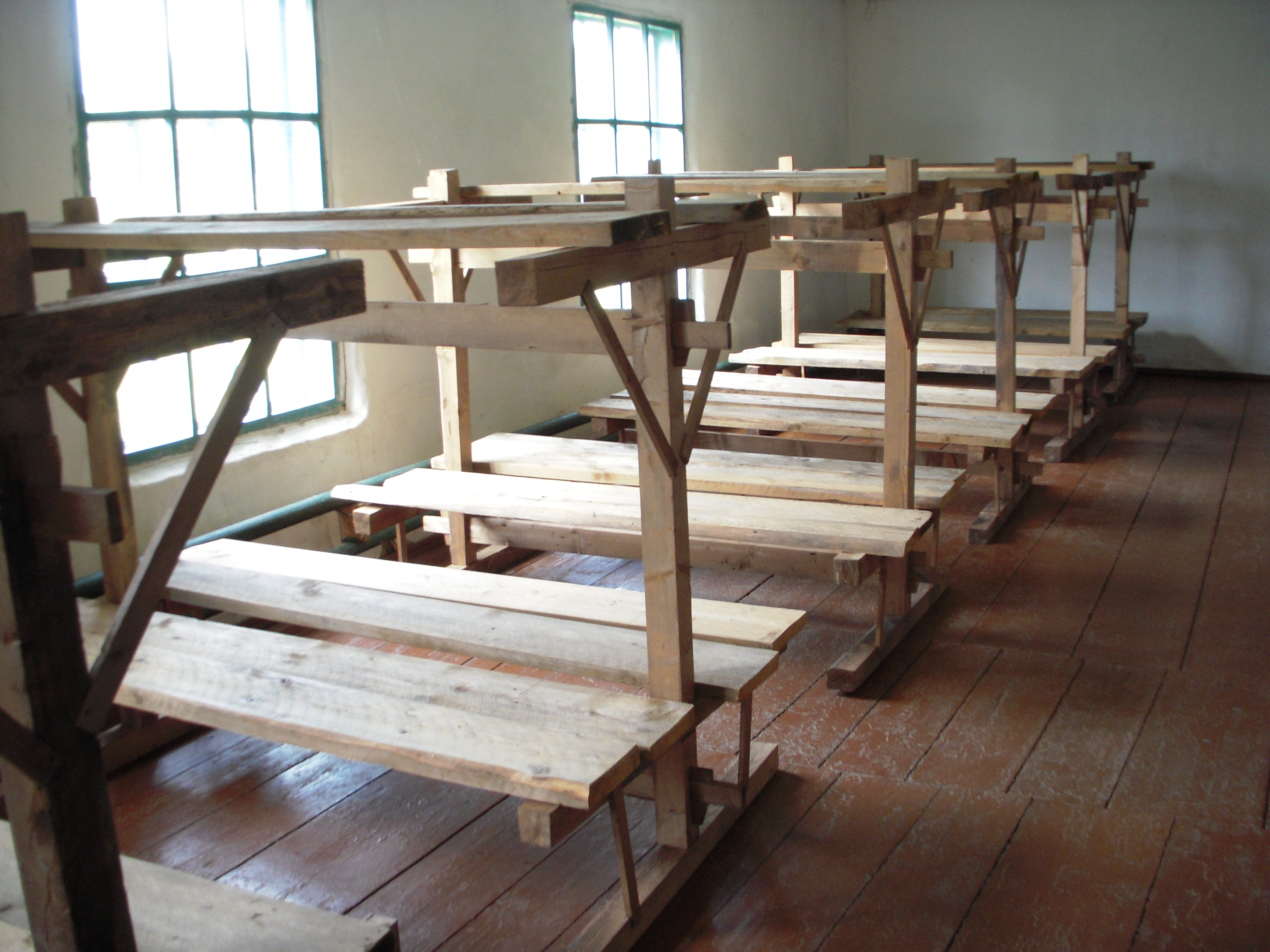
Нары в спальном помещении жилого барака

Из-за сложностей экспонирования в условиях действующей колонии руководство областного УВД предложило использовать для музейных целей заброшенную зону ВС 389/36. В ходе осмотра бывших колоний ИТК-36 и ИТК-37 стало очевидно, что постройки ИТК-36 отличаются от остальных — сохранившиеся бараки не были похожи на бараки для заключенных, доставленных в Пермскую область в 1970-е годы. Отличался и штрафной изолятор — у него не было типичной для таких строений «кормушки» в двери. Особенно участников конференции поразил полуразрушенный барак особого режима, лагерная тюрьма — заключенные месяцами не выходили из него на улицу; местом прогулки служило маленькое помещение с сеткой из колючей проволоки вместо потолка. У участников конференции 1992 года возникло предположение, что лагерь здесь появился ещё во времена ГУЛАГа, но в 1950-е годы он был не заброшен, а переоборудован в колонию, просуществовавшую до конца 1980-х годов. Тогда же прозвучали первые идеи консервации и музеефикации памятника.
Предложение создать на месте бывшей колонии музей было поддержано посетившими территорию участниками научно-практической конференции, посвящённой 20-летию первого этапа заключённых из мордовских политлагерей в пермские. В число инициаторов вошли активисты Московского, Санкт-Петербургского, Екатеринбургского и Пермского отделений общества «Мемориал», пермские историки и журналисты, а также бывшие политзаключённые пермских и мордовских политлагерей, в том числе участники самого первого этапа 9—13 июля 1972 года. На территории бывшей колонии начало работать учрёжденное 7 мая 1992 года ТОО «Мемориал-ИНОК» (генеральный директор А. М. Калих, соучредители: В. В. Виниченко, А. В. Голдобин, М. Г. Нечаев, И. К. Советов, А. А. Терехин и В. А. Шмыров). Уставными целями организации являлись: создание научно-мемориального комплекса, посвященного истории политических репрессий на Урале; выявление, сбор и обработка всех сохранившихся источников по истории политических репрессий; экспозиционная и выставочная деятельность; организация и проведение научных конференций, симпозиумов и семинаров; создание туристско-экскурсионного комплекса на базе объектов ГУЛАГа; благотворительная помощь жертвам политических репрессий.
Четыре года ушло на подготовку к открытию. Утраченные заборы, вышки, сигнально-предупредительные сооружения, инженерные коммуникации были воссозданы заново. С 1993 года началось принятие на государственную охрану как памятника истории местного значения зданий и сооружений бывшей колонии ВС-389/36, а также прилегающей к ним территории; расходы на содержание мемориального комплекса «Пермская политзона» были включены как постоянная статья в расходную часть областного бюджета. Работы по музеефикации территории бывшего пенитенциарного учреждения начались в соответствии с постановлениями администрации Пермской области от 8 октября 1993 года № 156 «Об организационных мерах по реализации программы „Урал-Гулаг“» и 30 августа 1994 года № 235 «О создании мемориального музейно-архивного комплекса „Мемориал жертв политических репрессий“». Для реализации программы «Урал-ГУЛАГ» общество «Мемориал» создало ТОО «Социум» (директор В. М. Ворошкин), в задачи которого входила практическая музеефикация бывшей колонии «Пермь-36». Товарищество брало на себя обязательства по выполнению всех реставрационных работ, создание музейных экспозиций, организацию экскурсионного обслуживания. До 1994 года происходила передача на баланс предприятия «Мемориал-ИНОК» участка № 2 интерната «Кучинский», бывшего отделения особого режима ВС-389/36 с гаражом и всеми другими прилегающими сооружениями и постройками.
Для сбора материалов по истории политических репрессий и истории пермских политлагерей был создан Научно-исследовательский центр «Урал-ГУЛАГ» (руководитель — кандидат исторических наук Виктор Шмыров). НИЦ провёл в Чусовском районе две научно-практических конференции («Тоталитаризм и сопротивление» в 1993 году, «Тоталитаризм и личность» в 1994 году), на которых выступали исследователи истории политических репрессий из разных городов России и Украины, бывшие политзаключённые из РФ, Украины, Литвы и Эстонии, члены Международного, Санкт-Петербургского и Пермского отделений общества «Мемориал», члены Ассоциации жертв политических репрессий, зарубежные гости. Участники конференций выезжали в бывший лагерь «Пермь-36», где обсуждали возможности сохранения, частичного восстановления сооружений колонии и их музеефикацию. Сотрудники, партнёры и волонтёры центра за два года составили базу данных доступных материалов по истории политических репрессий в Прикамье в центральных и областных архивах; выявили комплекс материалов по истории политлагерей в архиве и информационном центре (ИЦ) ГУВД Пермской области; откопировали учётные карточки части заключённых «пермского треугольника» в ИЦ УВД; записали несколько десятков интервью у бывших политзаключённых; собрали информацию у иногородних участников конференций о материалах по истории политических репрессий в бывших лагерях ГУЛАГа и при строительстве дорог заключёнными, а также о физическом состоянии построек и сооружений; убедились в том, что сохранившиеся в «Перми-36» постройки и сооружения 1940-х — начала 1950-х годов являются единственным сохранившимся в реставрационной и экспозиционной целостности лагерным комплексом эпохи сталинского ГУЛАГа; разработали первые проекты их реставрации, восстановления и создания Мемориального музея на их базе, провели обсуждения этого проекта в Международном обществе «Мемориал». Архивные исследования показали, что на месте колонии прежде действительно был лагерь ГУЛАГа. К тому же благодаря архивным документам удалось установить, что архитектурные ансамбли системы ГУЛАГ нигде целиком не сохранились: «Пермь-36» оказался уникальным местом, где можно было реставрировать и музеефицировать постройки. На основании «Списка осужденных, которые содержались в ИТК-35», «Списка осужденных, отбывавших меру наказания в ИТК-36» и «Списка осужденных, отбывавших меру наказания в ИТК-37», содержащих поименные списки 985 заключённых и ксерокопий учётных карточек 675 заключённых, сотрудниками мемориального центра была создана электронная база «Заключенные Пермских политлагерей 1972—1992 гг.». Эти копии были сняты в 1993 году с учётных карточек осуждённых, предоставленных ИЦ УВД по Пермской области. Поскольку 10 человек отбывали заключение в Пермских политлагерях дважды, по разным судимостям, то полный список осуждённых насчитывает 995 позиций.

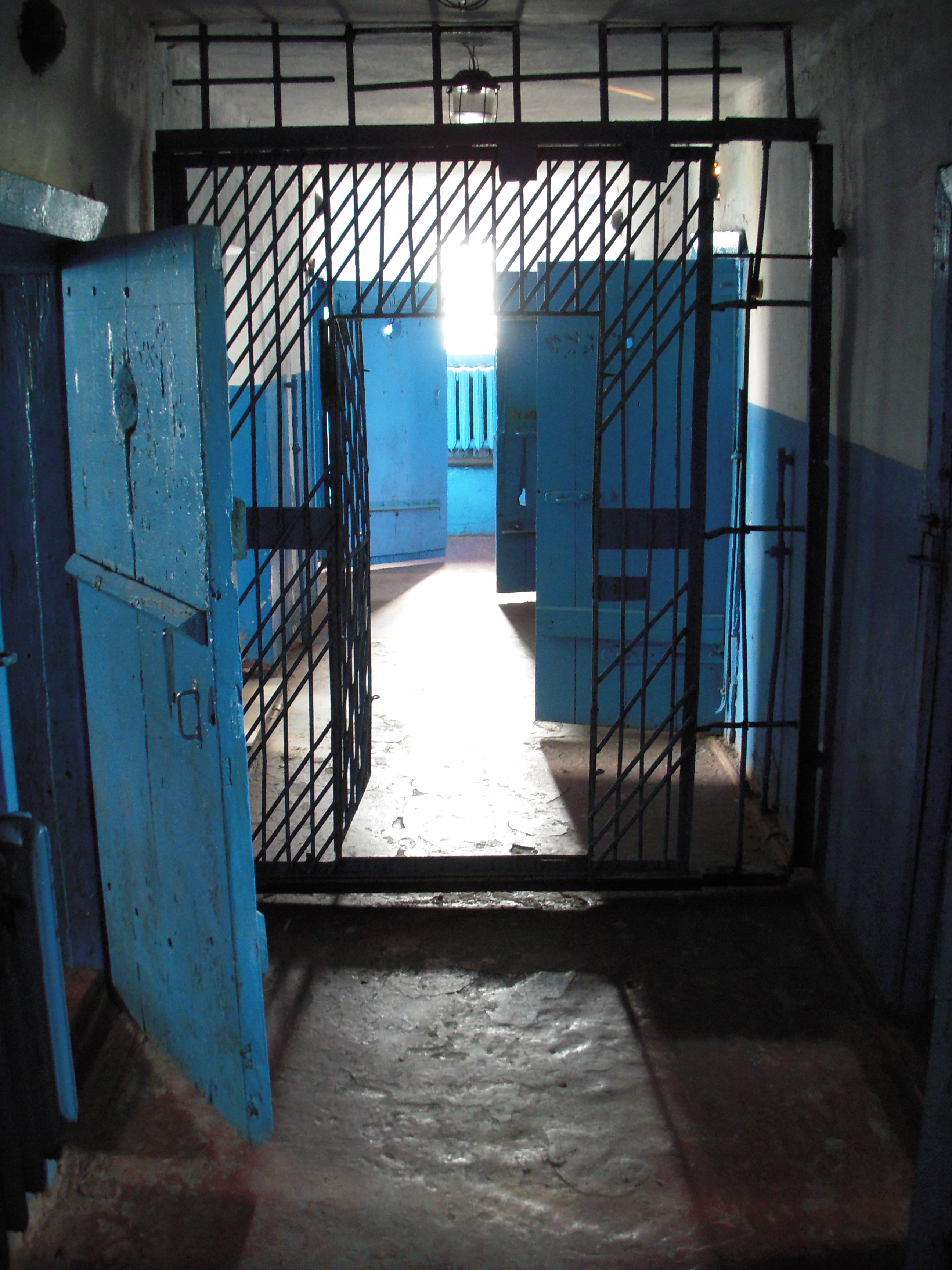
Коридор штрафного изолятора на участке строгого режима

Весной 1994 года начались работы по консервации и мемориализации участка особого режима, реставрации зданий музея. Так как для восстановления построек была необходима древесина, оптимальным решением стали лесозаготовки. Финансовую помощь оказал писатель Леонид Юзефович, пожертвовавший средства одного из своих гонораров. На них были закуплены бензопилы и другое основное оборудование, нанята бригада из местных жителей, заготовлены пиломатериалы, а администрация города Чусового выделила лесную делянку, доход от которой тратили на ремонт. Чтобы защитить архитектурный комплекс от разрушения и мародёрства жителей окрестных деревень, которые постепенно разбирали лагерные постройки, с разрешения властей Чусовского района были наняты два сторожа. Одним из них стал Иван Кукушкин, бывший охранник ИТК-36, работавший там с 1976 года вплоть до закрытия лагеря.
С созданием Товарищества с ограниченной ответственностью «Мемориальный комплекс истории политических репрессий и тоталитаризма „Пермь-36“» НИЦ «Урал-ГУЛАГ» влился в него в качестве научно-информационного отдела (постановление администрации Пермской области от 30 августа 1994 года № 235). Учредители: Комитет по управлению имуществом Пермской области, ТОО «Социум», Пермское областное отделение международного правозащитного, историко-просветительского и благотворительного общества «Мемориал». Стороны приняли паритетное участие в уставном фонде. Этим же Постановлением выделялись средства в количестве 1 млн рублей для первоочередных работ по созданию комплекса и разработки необходимой проектной документации, предусматривалось внесение в бюджет области с 1995 года долевого участия в финансировании работ по созданию мемориального комплекса. Первым директором музейно-архивного комплекса «Мемориал жертв политических репрессий» стал Виктор Шмыров, директором Мемориального музея истории политических репрессий и тоталитаризма в СССР — Михаил Черепанов (заведовал экспозиционной площадкой музея до 2005 года).
13 февраля 1995 года вышло постановление губернатора Пермской области № 45 «Об открытии мемориального музея истории политических репрессий и проведении научно-практической конференции „Постсталинский тоталитаризм: сущность, оппозиция и репрессии“». С того же года на базе Мемориального комплекса регулярно проводились волонтёрские лагеря, посвящённые работам по благоустройству и ремонту. В сентябре 1995 года в восстановленных постройках участка особого режима открылась первая выставка — «Диссидентское движение в СССР и Пермские политлагеря», затем появилась экспозиция «Узники барака особого режима». Открытие первых отреставрированных объектов на участке бывшей зоны особого режима было приурочено к проведению третьей Международной научно-практической конференции «Постсталинский тоталитаризм: сущность, оппозиция, репрессии».
В конце 1995 года музею были переданы «постройки и сооружения всей бывшей колонии в границах её внешних ограждений» (постановление губернатора Пермской области от 15 декабря 1995 года № 375 «О развитии мемориального музея истории политических репрессий и тоталитаризма»). Постановлением одобрялась инициатива Пермского отделения общества «Мемориал» и музейно-архивного комплекса «Мемориал жертв политических репрессий» по созданию мемориального музея истории политических репрессий и тоталитаризма в СССР на базе бывшей колонии «Пермь-36». Этим же Постановлением утверждался генеральный план развития учреждения до 2000 года. Главная цель создания мемориального музея заключалась в сохранении уникального комплекса построек бывшего политлагеря. В законченном виде музей должен был включать в себя все сохранившиеся жилые, хозяйственные, производственные и служебные сооружения, а также восстановленную лагерную командировку сталинских времён. Кроме того, планировалось создание экспозиций: «Тоталитаризм и репрессии в СССР», «Сопротивление и политические репрессии в постсталинский период», «Пермские политлагеря» и др. Согласно генеральному плану, в музее должны были концентрироваться материалы по истории репрессий и сопротивления коммунистическому режиму, создаваться компьютерные базы данных — списки заключённых пермских лагерей ГУЛАГа 1930-х — 1950-х годов; репрессированных в Пермской области на протяжении всех лет существования советской власти; заключённых пермских политлагерей 1972—1991 годов. На базе учреждения предполагалось ежегодно проводить международные научные конференции.
В мае 1996 года музей истории политических репрессий «Пермь-36» принял первых посетителей. 25 июля 1997 года Законодательным собранием Пермской области было принято решение № 815 о целевой программе по созданию Мемориального музея истории политических репрессий и тоталитаризма в СССР. Программа была рассчитана на срок до 2000 года и главной своей целью ставила «создание Мемориального музея истории политических репрессий и тоталитаризма в СССР на базе бывшей колонии для политических заключенных ВС-389/36 („Пермь-36“)». На реконструкцию и восстановление зданий бывшей колонии на три года выделялось 3 млрд 845 млн рублей.

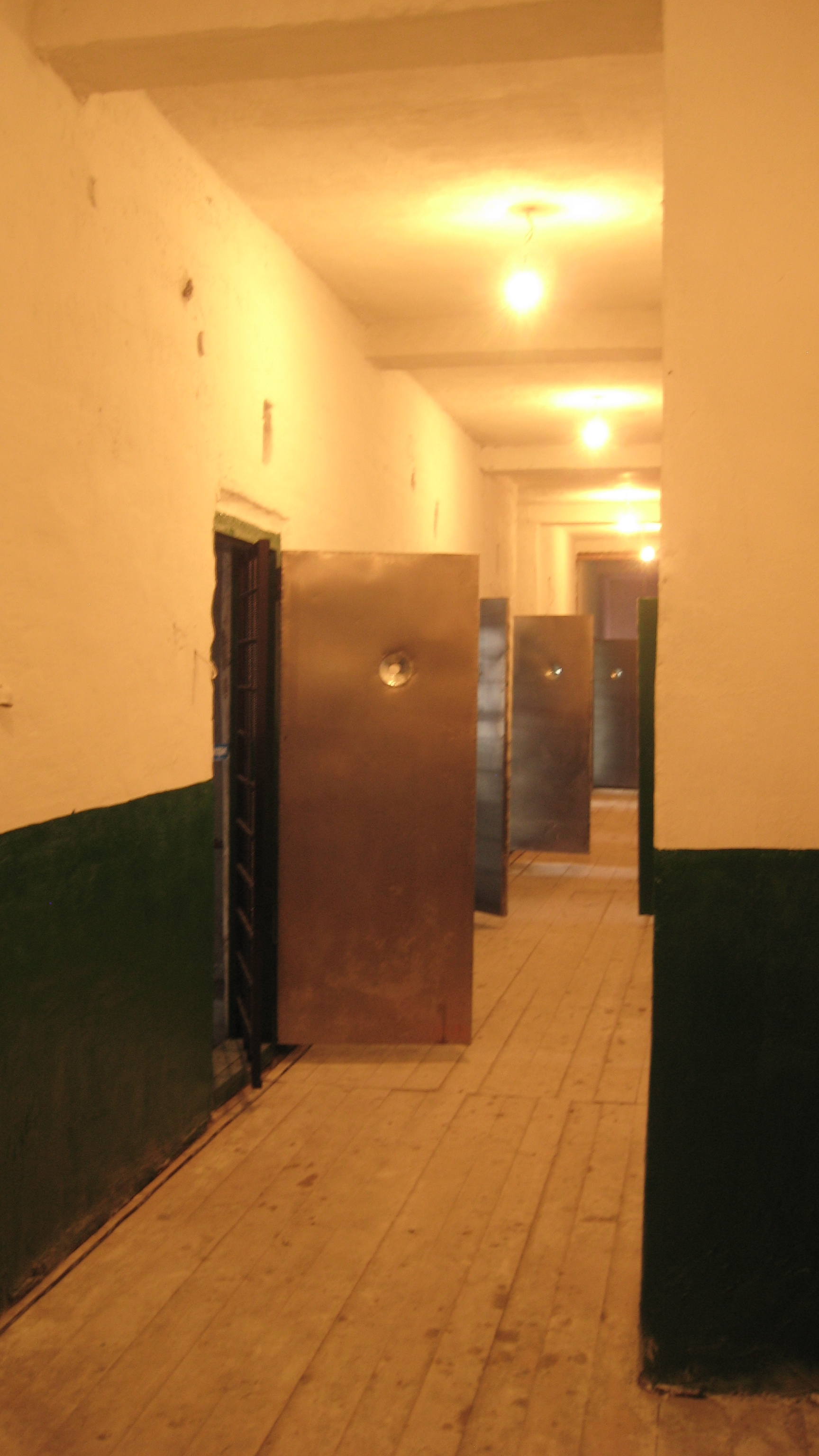
Коридор жилого барака на участке особого режима

17 марта 1998 года было принято постановление губернатора Пермской области № 89 «О мерах по реализации целевой Программы создания Мемориального музея истории политических репрессий и тоталитаризма на 1997—2000 гг.». В конце 1990-х годов с консервации и последующей реконструкции сохранившихся бараков в жилой зоне, производственных объектов, системы заградительных и охранных сооружений началось восстановление участка строгого режима. Разрушавшиеся бараки были отреставрированы, и в них разместили музейные экспонаты. В 1999 году в музее был оборудован демонстрационно-выставочный зал, в котором проводились учебные занятия для школьников и методические семинары для учителей по программе «Уроки истории в музее ГУЛАГа». Также был проведён ряд научно-практических конференций, в которых принимали участие исследователи и бывшие политзаключённые из различных регионов Российской Федерации, Украины, Белоруссии, Литвы, Латвии и Эстонии. Сотрудники Мемориального центра регулярно выезжали в научно-собирательские командировки для работы в архивах России и в полевые экспедиции по местам дислокации лагерных отделений ГУЛАГа. Совместно с научно-информационным центром Международного общества «Мемориал» (Москва) и Красноярским отделением общества «Мемориал» была проведена экспедиция по местам дислокации лагерей Магаданской области, совместно с Камской археологической экспедицией производились раскопки на территориях бывших лагерей, осуществлялись выявление и сбор артефактов и документов.
С 1990-х годов музей поддерживался как самим регионом (через «фонд развития»), так и с помощью иностранных грантов. Первый вид ассигнований шёл на ремонтные и восстановительные работы, зарплату сотрудников и коммунальные платежи, второй посвящался проектной деятельности. Грантовые проекты реализовывались при финансовой поддержке Фонда Форда, программы ТАСИС, Фонда Ч. С. Мотта, Фонда Г. М. Джексона, Фонда NED, Института «Открытое общество», Национального фонда памятников США, российского фонда «Инициатива». Были созданы передвижные выставки «Прикамье. Репрессии. 1930—1950-е годы», «Народ и власть в России» и др.
Для управления музеем в 1999 году было создано ООО «Мемориальный центр истории политических репрессий „Пермь-36“», учреждённое пермским «Мемориалом» и администрацией Пермской области. Был принят закон Пермской области "Об областной целевой программе «Мемориальный центр истории политических репрессий „Пермь-36“» на 2002—2005 гг.". У «Перми-36» появилось правление, в которое вошли Виктор Шмыров, Арсений Рогинский и Александр Даниэль из «Мемориала»; президент Фонда защиты гласности Алексей Симонов, правозащитник Сергей Ковалёв и другие общественники. В целях получения гранта от Фонда Ч. С. Мотта в 2001 году статус ООО сменили на АНО (автономную некоммерческую организацию) «Мемориальный центр истории политических репрессий „Пермь-36“» (директор В. А. Шмыров). Учредителями выступили: департамент имущественных отношений Пермской области, МОО «Международное историко-просветительское, благотворительное и правозащитное общество „Мемориал“», Пермское областное отделение международного историко-просветительского, благотворительного и правозащитного общества «Мемориал», Пермская городская общественная благотворительная организация «Мемориальный музей истории политических репрессий и тоталитаризма». Лагерные постройки были оформлены на государство.
14 июня 2002 года Законодательным собранием Пермской области была принята целевая программа на 2002—2005 годы «Мемориальный центр истории политических репрессий „Пермь-36“» (решение № 198-30, действовала до 2004 года). Программа включила ежегодное финансирование музея в бюджет Пермской области. В августе 2002 года музеем «Пермь-36» была предпринята экспедиция на Колыму. В экспедиции приняли участие также члены Красноярского и Московского «Мемориалов». 20 декабря 2002 года департамент имущественных отношений Пермской области передал мемориальный комплекс в безвозмездное пользование АНО «Мемориальный центр истории политических репрессий „Пермь-36“» на пять лет (протокол № 45).
Летом 2003 года открылась экспозиция «ГУЛАГ: история, труд и быт», были подготовлены передвижные выставки: «ГУЛАГ. История одного лагеря» и «Уроки истории с музеем „Пермь-36“», проведены восстановительные работы в здании барака особого режима, закончены основные строительные работы в сервисном центре, установлены наблюдательные вышки, реконструированы системы отопления, водоснабжения и электроснабжения. В сентябре того же года в здании жилого барака на участке особого режима произошёл сильный пожар.

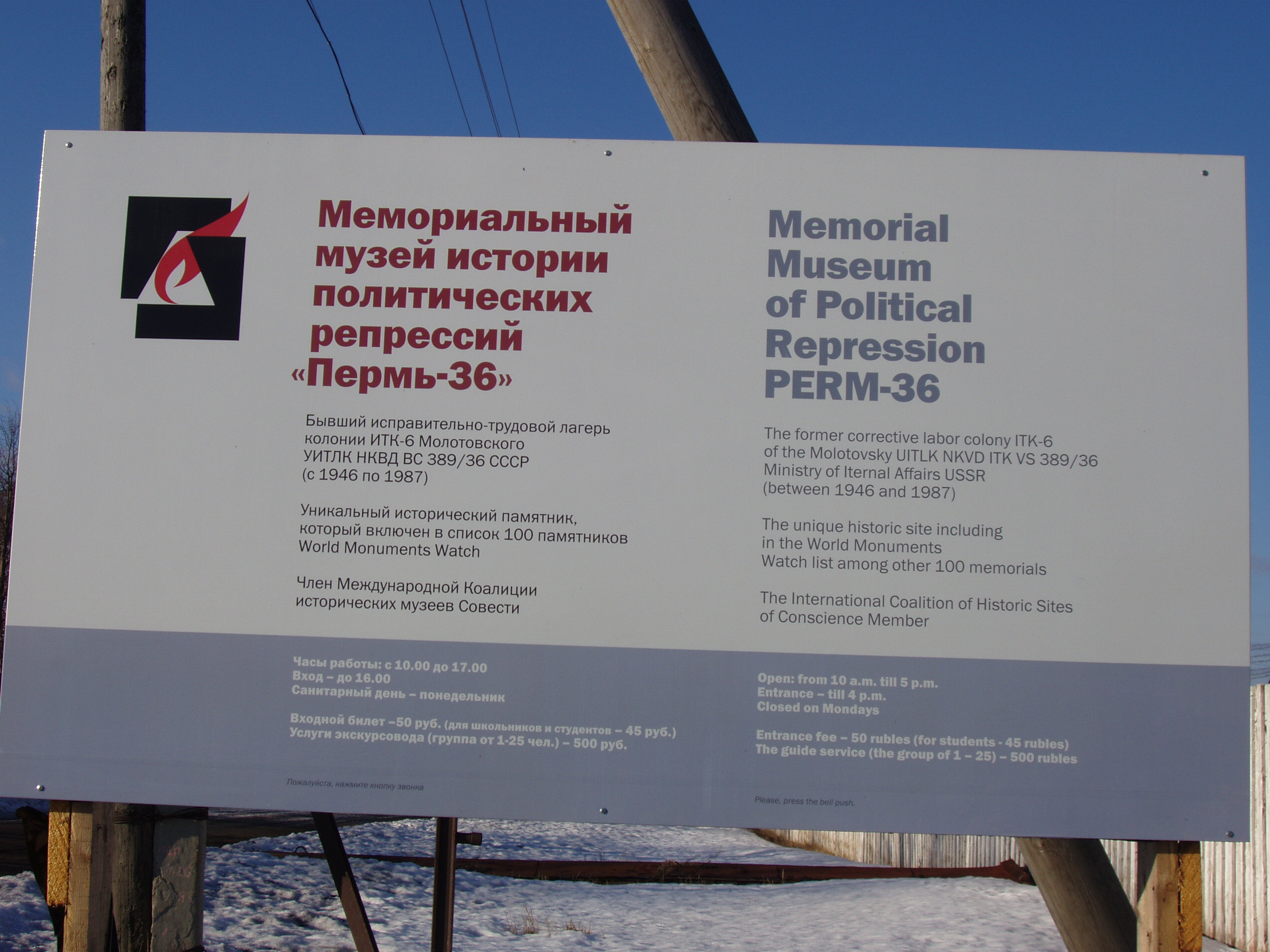
Баннер «Перми-36» (2007)

В 2004 году были проведены восстановительные работы после пожара в бараке особого режима за счёт работ, запланированных в зданиях мастерских и цеха производственной зоны, восстановлены фрагменты охранных сооружений, проведена частичная реконструкция системы электро- и водоснабжения. Была подготовлена стационарная выставка «История СССР в зеркале политических репрессий», передвижная выставка «Лагерь „Пермь-36“», проведены дискуссия по проблемам толерантности, семинар по модели гражданского образования «Власть и общество. Россия. Век XX», региональный конкурс профессионального мастерства преподавателей гуманитарного цикла «Власть и общество. Россия: из прошлого в настоящее», инициативный региональный дискуссионный клуб старшеклассников «Имею право». В том же году Международный фонд «Всемирные памятники» («World Monuments Watch») включил «Пермь-36» в список 100 наиболее ценных памятников культуры мирового значения, подлежащих сохранению. В течение нескольких лет шла процедура по включению музея в список Всемирного наследия ЮНЕСКО.
В 2005 году для преподавателей, студентов и старшеклассников была организована экспедиция на территорию музея «Уроки прошлого», проведен первый Международный форум «Пилорама». Программа форума, первоначально задуманного как фестиваль бардовской песни, помимо ставших традиционными концертов и выступлений бардов, включала в себя также выставки, театральные постановки, кинопоказы, площадки для различных гражданских дискуссий. С 2005 года также проводились молодёжный дискуссионный клуб «Виктор Астафьев и русская деревня»; семинар областного конкурса профессионального мастерства преподавателей гуманитарного цикла «Власть и общество: Россия пути к гражданскому обществу», Школа музеологии под руководством М. Б. Гнедовского, научные дискуссии «Террор на территории Прикамья в годы Гражданской войны», «Россия — XX век. Диалог поколений». В 2007 году была открыта новая автодорога, сократившая проезд до музея из Перми до 100 км.
В 2011 году губернатор Пермского края Олег Чиркунов передал АНО в безвозмездное и бессрочное пользование комплекс построек бывшего психоневрологического интерната в Кучино, также увеличив бюджетное финансирование музея. В результате АНО получила в распоряжение все части лагерного комплекса, включая котельную, систему водоснабжения и подстанции. В 2012 году начата реализация межмузейного выставочного проекта «ВИШЛАГ — первый трудовой лагерь СССР».

### Изменение юридического статуса музея
В 2012 году администрация нового губернатора края Виктора Басаргина приняла решение создать на базе лагерного комплекса «Пермь-36» государственный музей. Были установлены границы территории и утверждены зоны охраны «Колония политических заключенных ВС-389/36 („Пермь-36“)» как объекта культурного наследия регионального значения (Приказ Министерства культуры, молодёжной политики и массовых коммуникаций Пермского края № СЭД-27-01-12-91 от 22 апреля 2013 года и Постановление Правительства Пермского края № 1773-п от 18 декабря 2013 года), было принято распоряжение Правительства Пермского края от 30 июля 2013 года № 180-р "О создании государственного бюджетного учреждения культуры Пермского края «Музей политических репрессий „Пермь-36“».
В январе 2013 года на заседании рабочей группы при президенте РФ по разработке федеральной целевой программы увековечения памяти жертв политических репрессий Мемориальный центр истории политических репрессий «Пермь-36» был избран «модельным проектом» для создания аналогичных музеев по стране в рамках будущей федеральной целевой программы увековечения памяти жертв политических репрессий. Осенью 2013 года автономная некоммерческая организация «Мемориальный музей истории политических репрессий „Пермь-36“» получила статус федеральной, и музей был включён в число национальных мест памяти. Был разработан проект создания федерального мемориального комплекса ГУЛАГа на базе музея.
По итогам встречи правления АНО с губернатором в декабре 2013 года было решено назначить исполнительным директором нового «Государственного автономного учреждения культуры „Пермь-36“» (ГАУК) Татьяну Курсину, занимавшуюся координацией просветительской деятельности музея. Временным директором учреждения с 30 декабря 2013 по 28 февраля 2014 года являлась Татьяна Жигунова.
Государственное бюджетное учреждение культуры Пермского края «Музей политических репрессий „Пермь-36“» было зарегистрировано 22 января 2014 года. Власти края передали здания и сооружения бывшего лагеря созданному ими государственному учреждению, полностью отстранив АНО «Пермь-36» от музея. В новую госструктуру перенаправили средства, которые раньше доставались АНО, и перевели на неё все здания и постройки комплекса[уточнить]. 3 марта Т. Г. Курсина вступила в должность директора, однако уже в мае она без объяснения причин была уволена министром культуры региона Игорем Гладневым.
28 апреля 2014 года зарегистрировано государственное автономное учреждение Пермского края «Мемориальный комплекс политических репрессий» (распоряжение Правительства Пермского края от 25 марта 2014 года № 60-рп "О создании государственного автономного учреждения Пермского края «Мемориальный комплекс политических репрессий» путём изменения типа существующего государственного бюджетного учреждения культуры Пермского края «Музей политических репрессий „Пермь-36“»). 26 мая 2014 года директором ГАУК «Мемориальный комплекс политических репрессий» была назначена бывший заместитель министра культуры Пермского края Наталия Семакова. В дальнейшем «Пермь-36» покинула большая часть сотрудников, из-за чего в музее одно время показывались лишь старые экспозиции.
Часть экспозиций была закрыта из-за недовольства общественной организации политолога Сергея Кургиняна «Суть времени», писавшей открытые письма губернатору и президенту против музея, в чём их поддержали некоторые ветераны пермской системы исполнения наказаний. В 2014 году музей подвергся многократным проверкам со стороны городской и районной прокуратуры, ОБЭПа, антиэкстремистского центра «Э» при краевом ГУ МВД, попутно оперативники посещали и самих работников музея.
В 2014 году краевой Минкульт не выделял «Перми-36» субсидии более полугода — с 1 января по 8 июля, из-за чего возникли долги перед поставщиками коммунальных услуг и сотрудниками. Вследствие этого в апреле музейный комплекс оставили без воды и тепла, возникли арбитражные иски от контрагентов. Летом «Пермь-36» с одобрения руководства музея посетили сотрудники НТВ, в итоге выпустившие для программы «Профессия — репортёр» сюжет под названием «Пятая колонна», негативно освещающий работу учреждения. При этом по территории музея съёмочную группу водили не экскурсоводы, а упоминавшиеся бывшие лагерные охранники. В июле 2014 года по указанию нового руководства «Перми-36» начали распиливать ворота шлюза, через который заключённых ввозили в лагерь. В то же время, по словам директора, «никаких действий в отношении зданий и сооружений, относящихся к объектам культурного наследия и наносящим им вред, государственным музеем не осуществлялось», а сами ворота не были должным образом маркированы.
В начале октября 2014 года конфликтующие стороны встретились у первого заместителя главы администрации президента России Вячеслава Володина. Было принято решение о создании специального органа — совета по развитию музея «Пермь-36», который состоял бы из представителей общественности, членов АНО и чиновников, занимающегося решением всех вопросов, связанных с музеем. Председателем назначили доктора исторических наук Владимира Лукина; со стороны властей в совет вошёл руководитель администрации губернатора Алексей Фролов.
21 октября 2014 года в Перми прошёл митинг против музея. Пермские коммунисты вышли с лозунгами: «„Пермь-36“ — плевок в наших ветеранов» и «В „Перми-36“ оплакивают фашистских наймитов и захватчиков». Секретарь крайкома КПРФ по идеологии Геннадий Сторожев говорил со сцены: «Сейчас, когда в Донбассе продолжается кровавая бойня, а по улицам городов Украины открыто и нагло маршируют с факелами неофашисты, содержать и лелеять организацию, оправдывающую и героизирующую бандеровцев, — недопустимо!» В рамках этой инициативы на базе «Перми-36» предлагалось создать музей боевой славы конвойных войск, в котором бы посетителям рассказывали не о репрессиях, а о борьбе НКВД со шпионами и т. п..
31 октября 2014 года в Перми был утверждён состав Совета по развитию музея, в который вошли В. П. Лукин (председатель), уполномоченный по правам человека в Пермском крае Т. И. Марголина и руководитель Администрации губернатора Пермского края А. В. Фролов (заместители председателя), С. Ю. Валенков, И. А. Гладнев, Н. Г. Кочурова, Т. Г. Курсина, Л. А. Обухов, А. Б. Рогинский, А. К. Симонов и А. А. Чусовитин.
3 марта 2015 года АНО «Пермь-36», исчерпав все возможности в переговорном процессе с краевой властью о сохранении музея в прежнем виде, объявила о прекращении своей деятельности и начала процедуру самоликвидации. 20 апреля 2015 года за иностранное финансирование и участие в политической деятельности руководству АНО «Пермь-36» от Министерства юстиции РФ был передан акт проверки, в котором под угрозой судебного преследования содержалось требование зарегистрироваться в реестре «иностранных агентов». С 29 апреля 2015 до 18 августа 2016 года АНО «Мемориальный центр истории политических репрессий „Пермь-36“» была включена в реестр иноагентов.
Музей продолжил работу уже в качестве государственного, с новым руководством и научными сотрудниками. Приказом Министерства по управлению имуществом и земельным отношениям Пермского края от 1 апреля 2016 года № СЭД-31-02-2-02-297 имущественный комплекс бывшей колонии изъят из оперативного управления ГКБУК «Пермский краевой научно-производственный центр по охране памятников (объектов культурного наследия)» и передано ГБУК ПК «Музей политических репрессий „Пермь-36“». В 2016 году Мемориальный комплекс политических репрессий «Пермь-36» был принят в Союз музеев России.
С 1 января 2019 года музей функционирует в новом статусе — Государственное бюджетное учреждение культуры Пермского края «Мемориальный музей-заповедник истории политических репрессий Пермь-36». Осенью того же года была принята разработанная М. П. Трофимовым Концепция развития учреждения на 2020—2030 годы, основной идеей которой стало развитие музея как современного центра сохранения, изучения и музейной презентации наследия, отвечающего современным требованиям сервисной инфраструктуры, уровню развития научных знаний об истории политических репрессий и актуальным тенденциям в развитии музейного дела. Команда АНО «Пермь-36» не поддержала данную концепцию. В 2023 году при участии основателей АНО «Пермь-36» был создан общественный виртуальный музей, зарегистрированный в Казахстане.
Значительное место в новых выставках «Перми-36» занимает тема принудительного труда учёных в «шарашках», а также показ творческого наследия художника и правозащитника Рудольфа Веденеева (1939—2018), в 1970-е годы репрессированного по т. н. «пермскому делу». Данным сюжетам посвящены виртуальные выставки «Мужество науки», «Пермское дело» и «Рудники памяти». В 2021 году при участии музея-заповедника вышло издание полного текста «Вишерского антиромана» Варлама Шаламова, а в 2022 году были созданы выставка «Вишерлаг в судьбе Варлама Шаламова» и виртуальная выставка «Шаламов. Путь на Вишеру». В 2023 году музей-заповедник участвовал в издании поэмы протоиерея Владимира Шамонина «Три года на Дальнем Востоке» и открыл виртуальную выставку о судьбе и деятельности Максимилиана Трусевича — известного государственного деятеля Российской империи. В 2024 году была создана виртуальная выставка художественных работ к 10-летию проекта «Летняя творческая смена» (при сотрудничестве с Пермским художественным училищем), в 2025 году — виртуальная выставка «И свет во тьме светит: Русская православная церковь в Прикамье (1917—1925 гг.)» (совместно с Музеем Архиерейского квартала Перми).
Научными руководителями музея в разные годы были кандидаты исторических наук Л. А. Обухов, Г. А. Саранча, М. П. Трофимов, С. А. Шевырин и М. Г. Нечаев, доктора исторических наук М. Г. Суслов и Ю. З. Кантор. Музей выступил организатором девяти Всероссийских научно-практических конференций. Подписаны соглашения о сотрудничестве с ВТУ им. М. С. Щепкина, ПГГПУ, СПбИИ РАН, Музеем Победы и другими образовательными и научными организациями, ежегодно проводятся музейно-педагогические занятия и творческие лаборатории для молодёжи, лекции ведущих российских учёных в просветительском цикле «КВЧ (Культурно-воспитательная часть)», с 2023 года ведётся исследование территории жилой зоны участка строгого режима археологическими методами. В 2024 году учреждение вошло в Ассоциацию музеев памяти.

## Фестиваль «Пилорама»
С 2005 года ежегодно на территории музея политических репрессий «Пермь-36» проходил международный форум «Пилорама», в рамках которого проводились встречи с известными людьми, кинопоказы, выставки, концерты. На него приезжали тысячи людей, в том числе бывшие политзаключённые и правозащитники, включая уполномоченного по правам человека в России Владимира Лукина и Сергея Ковалёва, общественную активистку Евгению Чирикову, политика Бориса Немцова и многие другие.
В 2012 году краевые власти урезали бюджет фестиваля на 600 тысяч рублей — сумму, которая нужна была для организации дискуссионной программы, однако музей нашёл спонсора. В следующем году сотрудники администрации Пермского края попросили предоставить им программу фестиваля и посоветовали отказаться от некоторых гостей (политолога Глеба Павловского и Евгения Ройзмана). Получив отказ, через две недели министр культуры Пермского края Игорь Гладнев объявил о сокращении бюджета на 50 %, однако музею снова удалось покрыть возникший дефицит. Однако местные власти сообщили о том, что не смогут обеспечить безопасность на форуме, из-за чего пришлось его не проводить.

## В искусстве
- Запрещенный (2019) — колония стала последним пристанищем главного героя фильма, украинского поэта-диссидента Василия Стуса.